# Love Is on My Side
Love Is on My Side (englisch für Die Liebe ist auf meiner Seite) ist ein englischsprachiger Popsong, geschrieben von Pedro Tatanka und interpretiert von der portugiesischen Gruppe The Black Mamba. Mit diesem Titel hat die Band Portugal beim Eurovision Song Contest 2021 in Rotterdam vertreten.

## Hintergrund und Produktion
Im Dezember 2020 gab der Rundfunk Rádio e Televisão de Portugal bekannt, dass Tatanka als Komponist am Festival da Canção 2021 teilnehmen werde. Im Januar 2021 wurde bekanntgegeben, dass er den Titel Love Is on My Side für seine Gruppe The Black Mamba schreiben werde. Die Gruppe trat am 18. Februar im ersten Halbfinale der Vorentscheidung auf, aus welchem sie sich für das Finale am 6. März qualifizieren konnte. Dieses konnte die Band für sich entscheiden, obwohl sie mit der Teilnehmerin Carolina Deslandes die gleiche Anzahl an Punkten auf sich vereinigt hatten. Da The Black Mamba jedoch ein höheres Ergebnis in der Telefonabstimmung erreichten, gewannen sie den Wettbewerb.

## Musik und Text
Tatanka beschrieb den Song wie folgt:

«É uma mensagem de esperança, que se encaixa perfeitamente nos tempos que correm, mesmo quando o mundo parece desabar, temos que acreditar que há uma luz ao fundo do túnel. Love will always be by our side.»

„[Das Lied] handelt von der Hoffnung, die in Zeiten passt, in denen es den Anschein hat, als würde die Welt zusammenbrechen. Selbst dann müssen wir glauben, dass es ein Licht am Ende des Tunnels gibt. Die Liebe bleibt immer an unserer Seite.“

Er habe sich von einer alten Dame inspirieren lassen, die die Band auf einer Tournee im Jahre 2018 in Amsterdam getroffen hatte. Seit sie ihre Heimat in Osteuropa verlassen habe, habe sich ihr Leben zunehmend verschlechtert, bis hin zu Drogensucht und Straßenprostitution. Trotz all dieser Geschehnisse habe sie trotzdem die positiven Seiten des Lebens gesehen und der Band auf den Weg gegeben, dass die Liebe immer an ihrer Seite geblieben sei. Die Situation habe Tatanka sehr geprägt.
Den Titel beschreibt er als Mischung aus Blues, Rock und Soul. Der Titel besteht aus zwei Strophen und einem kurzen, vierzeiligen Refrain, der lediglich die titelgebende Zeile „Love is on my side“ dreimal wiederholt, während die letzte Zeile bei der ersten Wiederholung „Maybe not tonight“ („Vielleicht nicht heute“) und beim zweiten Mal „My side“ („…auf meiner Seite“) lautet.

## Beim Eurovision Song Contest
Die Europäische Rundfunkunion kündigte am 17. November 2020 an, dass die für den 2020 abgesagten Eurovision Song Contest ausgeloste Startreihenfolge beibehalten werde. Portugal trat somit im zweiten Halbfinale in der zweiten Hälfte am 20. Mai 2021 an. Love Is on My Side ist der erste portugiesische Beitrag, welcher komplett auf Englisch gesungen wird. Am 30. März gab der Ausrichter bekannt, dass Portugal die Startnummer 12 erhalten hat.
Im Finale erreichte das Lied den 12. Platz. Von der Jury erhielt es 126 Punkte und war damit auf Platz 7, durch das Televoting bekam es aber nur 27 Punkte hinzu und war damit bei den Zuschauern lediglich auf dem 19. Platz.

## Rezeption
Die Zeitung der Universität Porto meint, dass der Titel hauptsächlich von Tatankas Stimme lebe. Dennoch sei der Titel lediglich eine weitere Ballade, was enttäuschend sei, da er von einer der interessantesten Bands der portugiesischen Musikszene stamme.

## Veröffentlichung
Der Titel erschien auf der offiziellen Kompilation zum Festival da Canção am 26. Februar 2021 durch Sony Music Entertainment. Am 7. März veröffentlichte die Gruppe den Song als Singleauskopplung im Selbstverlag.

## Chartplatzierungen
| ChartsChartplatzierungen | Höchstplatzierung | Wochen |
| ------------------------ | ----------------- | ------ |
| Portugal (AFP)           | 44 (2 Wo.)        | 2      |